# اسپیریت (مریخ‌نورد)
اسپریت یک مریخ‌نورد روباتیک مریخ است که از سال ۲۰۰۴ تا ۲۰۱۰ فعال بوده‌است. اسپریت به مدت ۲۲۰۸ روز مریخی یا ۳٫۵ سال مریخی (۲۲۴۹ روز؛ ۶ سال و ۷۷ روز) در مریخ عملیاتی بود. این یکی از دو مریخ نورد مأموریت مریخ نورد اکتشافی ناسا بود که توسط آزمایشگاه پیش‌رانش جت (JPL) اداره می‌شد. اسپریت در ساعت ۰۴:۳۵ یوتی‌سی در ۴ ژانویه ۲۰۰۴، سه هفته قبل از فرود دوقلوی خود، آپورچونیتی، که در آن سوی سیاره فرود آمد، با موفقیت در دهانه برخوردی Gusev بر روی مریخ فرود آمد. نام آن از طریق یک مسابقه مقاله‌نویسی دانشجویی تحت حمایت ناسا انتخاب شد. مریخ نورد در اواخر سال ۲۰۰۹ در یک «تله شن» با زاویه ای گیر کرد که مانع از شارژ مجدد باتری‌های آن شد. آخرین ارتباط آن با زمین در ۲۲ مارس ۲۰۱۰ بود.
وزن هر یک از این وسایل حدود ۱۸۰ کیلوگرم بود و برای انجام یک عملیات اکتشافی ۹۰ روزه در مریخ طراحی شده بودند، اگرچه توانستند سال‌ها در مریخ دوام بیاورند و به فعالیت خود ادامه دهند.
یکی از اهداف اصلی این دو مریخ‌نورد تحلیل طیف وسیعی از خاک و سنگ‌ها جهت مشخص کردن آثار قدیمی وجود آب در مریخ بود.

## اجزای تشکیل دهنده و ویژگی‌های کارکردی
- بدنه
- کامپیوتر: جهت پردازش اطلاعات (سی پی یو=۲۰مگاهرتز، رم=۱۲۸ مگابایت، حافظه فلش=۳ مگابایت)
- سیستم کنترل دما: هیترهای داخلی، یک لایه عایق و غیره. دمای کاری دستگاه از ۴۰ درجه سانتیگراد زیر صفر تا ۴۰ درجه بالای صفر است.
- منبع انرژی: منبع انرژی اساساً از دو باتری قابل شارژ تشکیل شده‌است که به وسیله چند صفحه خورشیدی شارژ می‌شوند و در شرایط نوردهی بهینه ۱۴۰ وات تولید می‌کنند. هر یک از این مریخ‌نوردها برای حرکت بر روی مریخ نیازمند ۱۰۰ وات برق هستند. حداکثر سرعت این مریخ‌نورد ۵ سانتیمتر در ثانیه (۱۸۰ متر در ساعت) و سرعت معمول آن ۱ سانتیمتر در ثانیه (۳۶ متر در ساعت) است.
- آنتن‌ها: برای ارسال و دریافت اطلاعات به کار می‌روند و شامل آنتن با بهره بالا و آنتن با بهره پایین می‌شوند. آنتن با بهره پایین در همه جهت‌ها اطلاعات دریافت و ارسال می‌کند و اصطلاحاً همه سویه است. این آنتن اطلاعات را با نرخ پایین برای آنتن‌های شبکه فضای عمیق (DNS) بر روی کره زمین ارسال می‌کند. آنتن با بهره بالا می‌تواند پرتوی از داده‌ها را در یک جهت معین ارسال کند و جهت آن قابل تنظیم است. مریخ‌نورد علاوه بر ارسال اطلاعات به زمین، می‌تواند اطلاعات را به مدارگردهای مریخ ارسال کند. این مدارگردها مدت زمان بیشتری کره زمین را در دید خود دارند
- دوربین‌ها و ابزارهایی که اطلاعات محیطی را بدست می‌دهند. دوربین نصب شده بر روی یک دکل که به اندازه قد یک انسان از سطح مریخ ارتفاع دارد تا تصویر را در مقیاس قد انسان ثبت کند. رزولوشن دوربین‌ها ۱۰۲۴ در ۱۰۲۴ پیکسل است.
- چرخ‌ها: هر کدام از این مریخ‌نوردها دارای شش چرخ هستند و هر چرخ دارای موتور مستقلی است.

## تجهیزات
تجهیزات اصلی این دو مریخ‌نورد شامل موارد زیر است:
- دوربین تمام‌نما
- طیف‌سنج گرمایی
- طیف‌سنج اشعه ایکس ذره آلفا
- آهنربا: برای جمع‌آوری ذرات آهنربایی
- تصویر بردار میکروسکوپی
- ابزار سایش سنگ

## جزئیات مریخ‌نورد اسپیریت (Spirit Rover)
مریخ‌نورد اسپیریت در تاریخ ۱۰ ژوئن ۲۰۰۳ توسط موشک پرتابگر دلتا-۲ پرتاب شد.
یکی از اهداف اصلی این مریخ‌نورد تحلیل طیف وسیعی از خاک و سنگ‌ها جهت مشخص کردن آثار قدیمی وجود آب در مریخ بود.
موشک پرتابگر دلتا-۲ در حین پرتاب اسپیریت، ۱۰ ژوئن ۲۰۰۳
اسپیریت در تاریخ ۳ ژانویه ۲۰۰۴ در منطقه دهانه گسیو (Gusev) در مریخ به سلامت فرود آمد.
در روز کاری هفدهم مشکل نرم‌افزاری باعث مختل شدن کار کامپیوتر اسپیریت شد که در نهایت تیم کارشناسان با حذف تعدادی از فایل‌ها موفق شدند در روز کاری سی و سوم وضعیت نرم‌افزاری را اصلاح و آن را به حالت اصلی خود بازیافت کنند.
در روز ۶۵ ام اسپیریت بعد از طی ۳۷۰ متر بر روی سطح مریخ به دهانه بونویل (Bonneville) رسید که دارای عرض ۲۰۰ متر و عمق ۱۰ متر بود.
تصویر دهانه بونویل به وسیله اسپیریت، روز ۶۸
Temperature Map, 'Bonneville Crater'

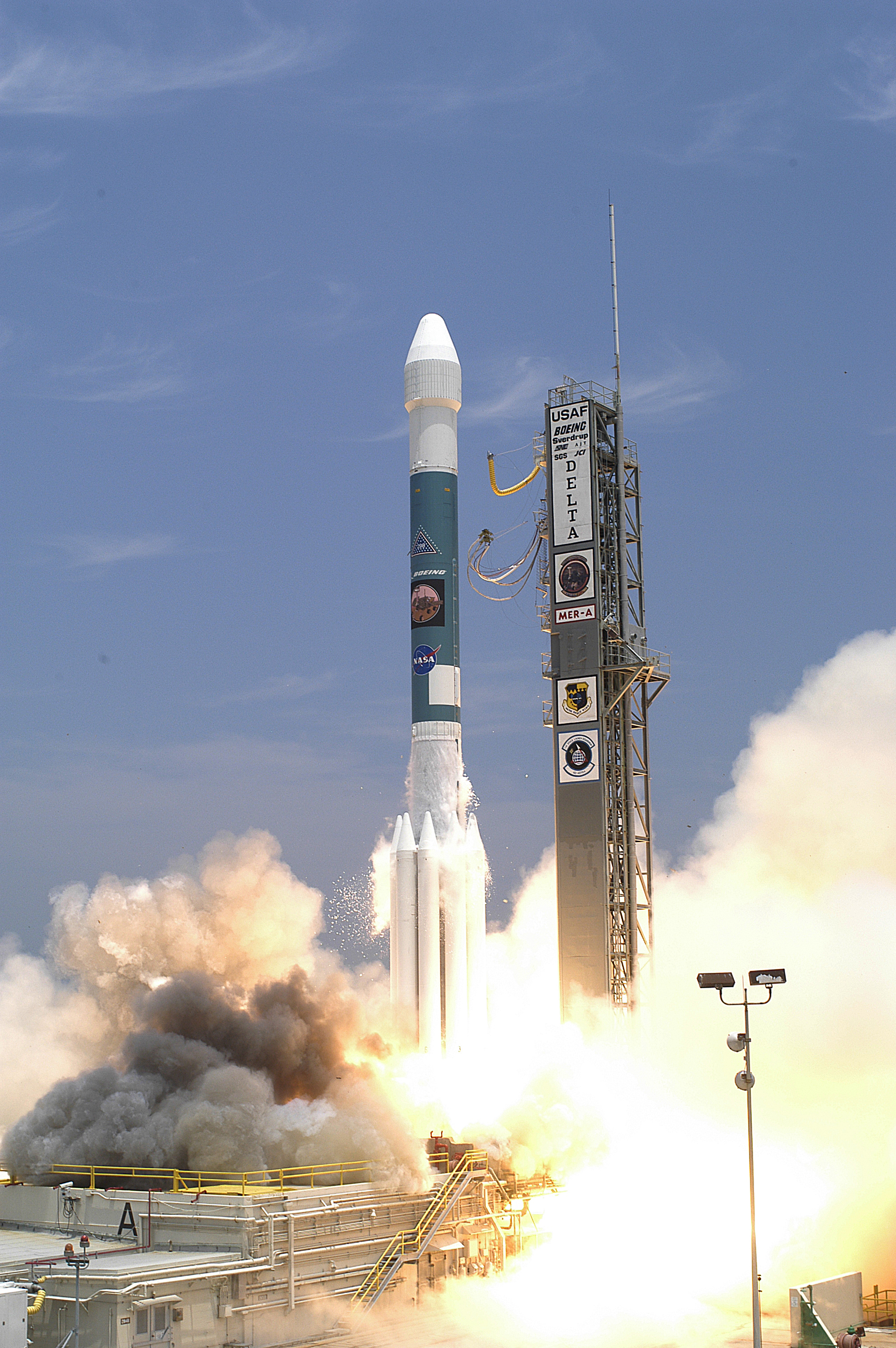

تصویر دمایی دهانه بونویل به ترتیب در ساعات ۱۰:۱۵، ۱۱:۴۹، ۱۳:۳۵، ۱۴:۳۵، ۱۶:۳۹ (قرمز معرف دمای ۳- درجه و آبی تیره معرف دمای ۴۳- درجه سانتیگراد است)
تیم کارشناسی با بررسی تصاویر این دهانه دریافت که فرستادن مریخ‌نورد به درون این دهانه اولویتی ندارد زیرا هدف مشخصی در آن دیده نمی‌شد؛ بنابراین اسپیریت به طرف جنوب-غرب به سمت تپه‌های موسوم به تپه‌های کلمبیا (که به یاد ۷ نفر سرنشین شاتل فضایی کلمبیا که در حادثه انفجار این شاتل جان باختند نام‌گذاری شده بود) حرکت کرد.
در این مسیر در روز ۱۰۵ ام به دهانه میسولا (Missoula) رسید اما این دهانه هم به خاطر وجود سنگ‌های قدیمی اولویت چندانی برای کاوش نداشت و مریخ‌نورد به مسیر خود به سمت تپه‌های کلمبیا ادامه داد.
Approaching the Hills
تپه‌های کلمبیا، روز ۱۴۹، فاصله تقریبی تپه تا مریح نورد ۳۰۰ متر است.
تپه‌های کلمبیا با ارتفاع تقریبی ۹۰ متر
در روز ۱۵۹ ام اسپیریت به تپه‌های کلمبیا رسید و به مدت ۲۳ روز به بررسی سنگهایی در گودال هانک پرداخت. در این گودال اسپیریت با استفاده از طیف‌سنج اشعه ایکس سنگی به نام «دیگ طلا» را مورد بررسی قرار داد و مشخص کرد که سنگ حاوی هماتیت است. این نوع سنگ به‌طور معمول در حضور آب تشکیل می‌شود.
در این مرحله به خاطر کم انرژی شدن نور خورشید در فصل زمستان و همچنین کاهش انرژی صفحات خورشیدی در اثر غبار، شبها اسپیریت در حالت خواب قرار می‌گرفت تا در توان الکتریکی آن صرفه جویی شود.
در روزهای ۲۳۹ تا ۲۶۲ ام، به دلیل قرار گرفتن مریخ در آنسوی خورشید (مقارنه خورشیدی)، امکان ارسال سیگنال به مریخ به دلیل حضور خورشید در مسیر از بین می‌رود و بنابراین اسپیریت به حالت خاموشی قرار گرفت. در روزهای سرد بعدی اسپیریت همچنان به کاوش در منطقه مشغول بود.
در ۹ مارس ۲۰۰۵ کارایی صفحات خورشیدی ناگهان از حالت کنونی که به ۶۰ درصد کارایی اصلی خود رسیده بودند به ۹۳ درصد افزایش یافت. دلیل آن ورزش گردباد بود که سطح صفحات را پاکسازی کرده بود. این اولین باری بود که گردباد به وسیله این مریخ‌نورد ثبت می‌شد.
تصویر متحرک گردباد در سطح مریخ که به وسیله مریخ‌نورد اسپیریت ثبت شده‌است. شمارنده در گوشه سمت چپ نشان دهنده گذشت زمان بر حسب ثانیه است. سه گردباد کوچک دیگر هم در پس زمینه دیده می‌شوند.
با افزایش انرژی دریافتی از صفحات خورشیدی، تیم تصمیم گرفت تا اسپیریت را به بالای تپه هاسبند هدایت کند.
NASA's Mars Exploration Rover Spirit took this image of the region near
رد چرخها در نزدیکی تپه هاسبند، روزهای ۳۱۸ تا ۳۲۵
This is a zoomed in view on Spirit 's
اسپریت در حال صعود به تپه هاسبند، روزهای ۴۱۰ تا ۴۱۳
این صعود چندین روز به طول انجامید و این تصویر غروب خورشید در یکی از همین روزها گرفته شد.
این تصویر در تاریخ ۱۹ مه ۲۰۰۵ به وسیله مریخ‌نورد اسپیریت گرفته شد. چون مریخ نسبت به زمین فاصله بیشتری تا خورشید دارد، اندازه ظاهری خورشید در مریخ حدود دو سوم اندازه ظاهری آن در زمین است. به علت وجود غبار در لایه‌های بالای جو مریخ، روشنایی خورشید تا حدود ۲ ساعت بعد از غروب و ۲ ساعت قبل از طلوع آفتاب در هوا دیده می‌شود. این تصویر در روز ۴۸۹ ام از مأموریت اسپیریت در دهانه گسیو (Gusev) و در ساعت ۶:۰۷ عصر به وقت مریخ گرفته شد. فاصله کوه‌های محل غروب تا مریخ‌نورد حدود ۸۰ کیلومتر است.
در روزهای کاری ۵۸۳ تا ۵۸۶، یعنی اندکی بعد از رسیدن به قله تپه هاسبند، تصویر ۳۶۰ درجه‌ای زیر که شامل کل دهانه گسیو می‌شد ثبت گردید.
Hundreds of images taken by Spirit were combined into this 360-degree view of
تصویر ۳۶۰ درجه از بالای تپه «هاسبند»، ۲۴ تا ۲۷ اوت ۲۰۰۵
This section from a panorama that NASA's Mars Exploration Rover Spirit acquired in October 2005 from the top of
نمای جنوبی از بالای تپه هاسبند
http://marsrover.nasa.gov/gallery/press/spirit/20051121b/Sol653A_P2297_L256atc-A653R1_br.jpg بایگانی‌شده  در ۳۰ ژانویه ۲۰۱۵ توسط Archive.today
تصویر ۱۵۰ درجه‌ای در حین فرود از تپه هاسبند
|  |  |  |  |  |

بعد از آن در سال ۲۰۰۶ اسپیریت به سمت شیب شمالی تپه‌های مک کول هدایت شد تا در حین فصل زمستان مقدار کافی نور خورشید دریافت کند.
۱۶ مارس ۲۰۰۶ و در روز کاری ۷۷۸ ام چرخ جلو سمت راستی به‌طور کامل از کار افتاد (هر کدام از شش چرخ این مریخ‌نورد دارای موتور مستقل بود). تیم تصمیم گرفت که با معکوس کردن جهت حرکت اسپیریت این مشکل را دور بزند به‌طوری‌که چرخ معیوب در پشت سر اسپیریت بر روی سطح کشیده شود. اسپیریت با همین وضعیت به حرکت خود به سمت تپه مک کول ادامه داد.
چرخ از کار افتاده اسپیریت به نوعی باعث کشف جدیدی شد. در ۲۲ مارس ۲۰۰۶ در هنگامی که اسپیریت بر روی خاک‌ها در حال حرکت بود، چرخ از کار افتاده باعث کنار رفتن لایه سطحی شد و خاک‌های سفیدی را نمایان کرد که غنی از سولفات‌های آهن دار بودند و در واقع شواهدی را نشان می‌داد که در گذشته احتمالاً در این منطقه آب وجود داشته‌است.
This panorama image shows brightly colored soil which was churned up by Spirit on its eastward drive toward the northwestern flank of 'McCool Hill'. This view is an approximately true-coloe rendering.
۲۲ مارس ۲۰۰۶، روز ۷۸۸، خاک‌های غنی از سولفاتهای آهن دار
در اواخر مارس اسپیریت با خاک‌های بسیار نرمی مواجه شد که مانع از حرکت به سمت تپه مک کول می‌شد. تیم تصمیم گرفت حرکت به سمت تپه مک کول را لغو کرده و اسپیریت را در کنار تل خاکی مجاور موسوم به low ridge haven پارک کند. در ۹ آوریل ۲۰۰۶ اسپیریت در کنار این تل پارک کرد و به صورت ساکن به کاوش در محیط اطراف پرداخت.
'McMurdo' Panorama from Spirit's 'Winter Haven'
اسپیریت پس از پارک بر روی یک شیب مناسب جهت دریافت کافی انرژی خورشیدی در زمستان، تصویر ۳۶۰ درجه‌ای فوق را در روزهای ۸۱۴ تا ۹۳۲ ثبت کرد.
بقایای احتمالی شهاب سنگ‌ها

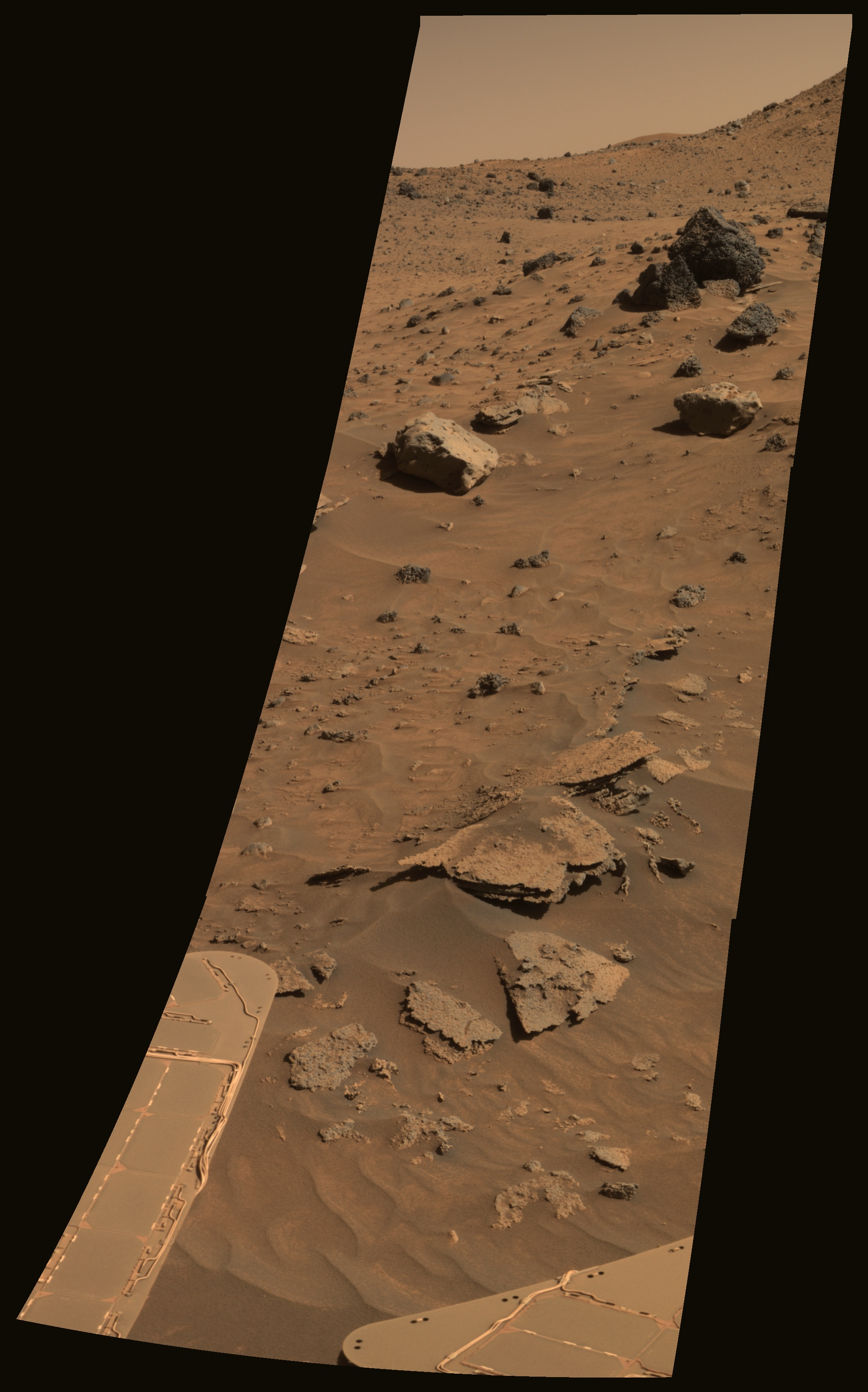

تصویر ارسالی از کنار این تپه سنگهایی را نشان می‌دهد که احتمالاً بقایای شهاب سنگ‌ها باشند.
به خاطر کم بودن نور خورشید در زمستان، در طول هشت ماه بعدی هیچگونه تلاشی برای حرکت کردن و جابجا شدن انجام نشد.
در اواخر سال ۲۰۰۷ یک سری طوفان‌های غبار آلود مریخ را دربر گرفت و در ۲۰ ژوئیه هر دوی مریخ‌نوردها در معرض نقص و از کار افتادگی قرار گرفتند. مشکل اصلی در این زمان مسدود شدن ۹۹ درصد از نور مستقیم خورشید برای مریخ‌نوردها بود. عدم شارژ باتری‌ها باعث می‌شود هیترها (گرم‌کننده‌ها) نتوانند قطعات الکتریکی ضروری مریخ‌نورد را گرم نگه دارند و سرمای زیاد باعث از کارافتادگی این قطعات خواهد شد. بعد از اینکه طوفان اندکی فروکش کرد مریخ‌نوردها قادر شدند تا دوباره به شارژ باتری خود بپردازند اما در طول طوفان همچنان بی حرکت باقی مانند.
برای آنکه در طول زمستان اسپریت بتواند انرژی کافی دریافت کند، بر روی یک شیب با زاویه ۳۰ درجه پارک شد و برای صرفه جویی در مصرف انرژی وسایل غیرضروری آن خاموش شد و ارتباط آن با زمین نیز به حداقل رسید.
در ۶ فوریه ۲۰۰۹ وزش باد باعث تمیز شدن سطوح خورشیدی و در نتیجه افزایش انرژی اسپیریت شد و تیم تصمیم گرفت به حرکت اسپیریت ادامه دهد. در اول مه ۲۰۰۹ و روز کاری ۱۸۹۲ ام، اسپریت در خاک‌های بسیار نرم منطقه‌ای به نام «تروی» (Troy) به دام افتاد. در زیر لایه سطحی این خاک، غبارهای بسیار نرم سولفات آهن وجود داشت که اصطکاک بسیار کمی دارند و حرکت چرخ را دشوار می‌سازد. تیم کارشناسی با شبیه‌سازی شرایط بر روی زمین و ایجاد مدل‌های کامپیوتری تلاش کرد تا اسپیریت را از این خاک‌ها خارج کند. اما در واقع شبیه‌سازی کامل شرایط مریخ بر روی سطح زمین به دلیل پایین بودن گرانش و فشار جو مریخ دشوار است.
تصویر ارسالی اسپیریت از منطقه Troy، روز ۱۹۰۶ تا ۱۹۴۳ (محل گیر کردن در دام خاک‌های نرم)
در روز کاری ۲۱۰۰ ام چرخ عقب سمت راست نیز به‌طور کامل از کار افتاد. در ۱۷ دسامبر ۲۰۰۹ و روز کاری ۲۱۱۶، چرخ جلویی سمت راست که مدت‌ها بود از کار افتاده بود ناگهان برای مدتی به کار افتاد اما به کار افتادن این چرخ هم کمکی به خروج اسپیریت از این خاک‌ها نکرد.
در ۲۶ ژانویه ۲۰۱۰ و روز کاری ۲۱۵۵، بعد از چندین ماه تلاش ناموفق برای خلاص کردن اسپیریت، تیم تصمیم گرفت که مأموریت اسپیریت را از حالت متحرک به یک مأموریت ساکن تبدیل کند و تلاش کرد تا اسپیریت را در وضعیتی قرار دهد که به نحو بهتری در طی زمستان انرژی دریافت کند. اما در ۳۰ مارس ۲۰۱۰ اسپیریت به پیام‌های ارسالی از زمین پاسخی نداد. برنامه داخلی طوری تنظیم شده‌است که در صورت کاهش زیاد توان، مریخ‌نورد همه دستگاه‌ها از جمله دستگاه‌های ارتباطی را خاموش می‌کند و منتظر شارژ دوباره می‌ماند.
آخرین ارتباط با اسپیریت در ۲۲ مارس ۲۰۱۰ (روز کاری ۲۲۰۸) بود. در طی زمستان قبلی که دمای اطراف به کمتر از ۱۰۰ درجه سانتیگراد زیر صفر می‌رسید اسپیریت قادر بود دمای قطعات داخلی را در حد ۴۰ - درجه سانتیگراد گرم نگه دارد، اما در این زمان به علت گیر افتادن در دام خاک‌های نرم و عدم توانایی برای جهت‌گیری مناسب جهت دریافت انرژی خورشیدی، احتمالاً دمای قطعات داخلی به کمتر از ۵۵- درجه کاهش یافت. به احتمال زیاد شارژ باتری‌ها به حدی کم شد که ساعت داخلی از کار افتاد. در صورتی که ساعت داخلی از کار بیفتد مریخ‌نورد قادر به تبعیت از سیگنال‌ها نخواهد بود؛ بنابراین تیم با در نظر گرفتن این فرض تلاش‌هایی را برای برطرف کردن نقص احتمالی ساعت آغاز کرد.
این امکان وجود داشت که ساعت داخلی مریخ‌نورد در طول ساعاتی از روز که گرمتر می‌شود به کار بیفتد ولی زمان آن به هیچ وجه مشخص نبود؛ بنابراین تیم در هر روز به‌طور ممتد سیگنال‌هایی را در باند-X از طریق شبکه فضای عمیق (DNS) به مریخ‌نورد ارسال کرد. اگر اسپیریت یکی از این سیگنال‌ها را دریافت می‌کرد در پاسخ سیگنالی در باند-X می‌فرستاد. اما حتی با استفاده از این استراتژی نیز هیچ پاسخی از اسپریت نرسید.
Beam Wave Guide antennas at Goldstone, known as the 'Beam Waveguide Cluster.' They are located in an area at Goldstone called 'Apollo Valley.'Goldstone's 230-foot (70-m) antenna tracks under a full moon. The Goldstone Deep Space Communications Complex is located in the Mojave Desert in California, USA.
آنتن ۷۰ متری شبکه فضای عمیق که برای ارتباط با مریخ‌نورد به کار می‌رود. برای اطلاعات بیشتر در مورد شبکه فضای عمیق این صفحه را ببینید.
تیم کارشناسان در آزمایشگاه پیشران جت (JPL) ناسا تا ۲۵ مه ۲۰۱۱ به تلاش ناموفق خود برای ارتباط با اسپیریت ادامه داد اما در این زمان رسماً پایان کار اسپیریت را اعلام کرد.
دلیل از کار افتادن آن نیز این‌گونه اعلام شد که به احتمال زیاد به خاطر کمبود دریافت انرژی خورشیدی در زمستان، هیترها (گرم‌کننده‌ها) از کار افتاد و در نتیجه بسیاری از بخش‌های ضروری داخلی در اثر سرما دچار آسیب شد.
اسپیریت در مجموع ۱۲۸٬۲۲۴ عکس ارسال کرد و ۷٬۷۳۰ متر بر روی مریخ راهپیمایی کرد و بینش و دیدگاه بهتری در مورد این سیاره برای جهانیان فراهم آورد.
بعد از این زمان، همه امکاناتی که برای پشتیبانی اسپیریت مورد استفاده قرار می‌گرفت به بخش پشتیبانی مریخ‌نورد «آپورچونیتی» انتقال یافت.